# Явловский, Прокопий Прокопьевич
Проко́пий Проко́пьевич Явло́вский (9 (21) июня 1868, Якутск — 25 апреля 1916, Якутск) — статский советник, кандидат богословия, преподаватель духовных школ, автор-составитель двухтомной «Летописи города Якутска».

## Биография
Родился 9 июня 1868 года в семье казака Якутского пешего городского полка Прокопия Ивановича Явловского.
В сентябре 1876 года окончил Якутское духовное училище. В 1890 году успешно закончил Якутскую духовную семинарию и получил аттестат.
В том же году поступил в Московскую духовную академию, которую окончил в 1894 году со степенью кандидата богословия, после чего был назначен в Якутск епархиальным наблюдателем церковно-приходских школ и школ грамоты. Проживал по улице Полицейской.
С августа 1895 года преподавал географию в Якутском епархиальном женском духовном училище.
С февраля 1896 года назначен преподавателем теории словесности, истории русской литературы и русского языка в Якутскую духовную семинарию, где, кроме того, преподавал географию.
Состоял членом епархиального училищного совета, а с января 1900 года — церковно-миссионерской переводческой комиссии.
С 15 июня 1900 по 1 февраля 1906 года редактировал «Якутские епархиальные ведомости».
В 1906 году выехал в Иркутск, преподавал преподавал греческий язык в Иркутском духовном училище. На 1911 год значится также преподавателем истории в женской гимназии С. Е. Детышевой и С. К. Протасовой в Иркутске.
Незадолго до смерти вернулся в Якутск, где и скончался 25 апреля 1916 года после продолжительной болезни.

## Сочинения
- К библиографии Якутской области (погодный перечень книг, статей, корреспонденций, отчетов, заметок, рецензий и пр.) за последнее двадцатилетие 1891—1910 гг.
- Летопись города Якутска от основания его до настоящего времени (1632—1914 гг.)